# 2020년 10월 죽음
다음은 2020년 10월에 사망한 저명한 인물 목록이다.
- 10월 1일 - 미국의 극작자 머리 시스걸
- 10월 2일 - 미국의 야구선수 밥 깁슨
- 10월 4일
  - 대한민국의 여성학자 이효재
  - 미국의 영화배우 아멜리아 맥퀸
  - 프랑스의 패션디자이너 다카다 겐조
- 10월 6일
  - 미국의 음악가 에디 반 헤일런
  - 미국의 가수 조니 내시
  - 미국의 영화배우 토미 롤
  - 프랑스의 영화배우 블라디미르 요르다노프
  - 일본의 만화가 마쓰모토 이즈미
- 10월 7일 - 멕시코의 화학자 마리오 J. 몰리나
- 10월 8일
  - 대한민국의 육상선수 최윤칠
  - 미국의 야구선수 화이티 포드
  - 일본의 소설가 이데 마고로쿠
- 10월 11일 - 미국의 야구선수 조 모건
- 10월 12일
  - 대한민국의 승려 김용오
  - 미국의 영화배우 콘처터 페럴
  - 마셜 제도의 제4대 대통령 리토콰 토메잉
- 10월 14일
  - 팔라우의 제5대 대통령 쿠니오 나카무라
  - 미국의 영화배우 론다 플레밍
- 10월 15일
  - 카자흐스탄의 레슬링선수 다닐 할리모프
  - 남아프리카 공화국의 저널리스트, 작곡가 허버트 크레츠머
  - 영국의 음악가, 작곡가 고든 해스켈
- 10월 16일 - 미국의 영화배우 앤서니 치점
- 10월 17일 - 폴란드의 영화배우 리샤르트 론체프스키
- 10월 18일 - 대한민국의 삽화가 김광배
- 10월 19일 - 이탈리아의 디자이너 엔초 마리
- 10월 20일
  - 대한민국의 역사학자 김용섭
  - 러시아의 영화배우 이리나 스코브세바
  - 캐나다의 저술가 제임스 랜디
- 10월 21일
  - 미국의 영화배우 마지 챔피언
  - 브라질의 정치인 아로우지 지 올리베이라
- 10월 24일 - 대한민국의 소설가 정소성
- 10월 25일 - 대한민국의 기업인 이건희
- 10월 28일 - 모로코의 화가 모하메드 멜레히
- 10월 29일 - 러시아의 지휘자 알렉산드르 베데르니코프
- 10월 30일
  - 대한민국의 축구선수 김남춘
  - 터키의 정치인 메수트 이을마즈
- 10월 31일
  - 스코틀랜드의 영화배우 숀 코너리
  - 영국계 미국의 레퍼, 음악 프로듀서 MF DOOM